# Группа Музея науки
Группа Музея науки (англ. Science Museum Group, SMG) — объединение британских музеев, включающее в себя:
- Музей науки в Южном Кенсингтоне, Лондон;
- Музей науки и промышленности в Манчестере;
- Национальный железнодорожный музей в Йорке;
- Национальный железнодорожный музей — Шилдон в графстве Дарем;
- Национальный музей науки и медиа (бывший Национальный музей фотографии, кино и телевидения) в Брэдфорде;
- Музей науки — Ротон в Суиндоне, Уилтшир.

До 1 апреля 2012 года группа была известна как Национальный музей науки и промышленности (англ. National Museum of Science and Industry, NMSI).
Директором группы является Мэри Арчер, назначенная на эту должность премьер-министром Дэвидом Кэмеронома на четырёхлетний срок с 1 января 2015 года до 31 декабря 2018 года.

## История
Подзаголовок «Национальный музей науки и промышленности» (англ. National Museum of Science and Industry, NMSI) использовалось Музеем науки с начала 1920-х годов. Национальный железнодорожный музей и Национальный музей фотографии были созданы как филиалы Музея науки. До 1984 года Музей науки напрямую подчинялся правительству Великобритании, а затем перешёл под контроль созданного по принятому Закону о национальном наследию (1983) Совета попечителей и корпорация получила официальное название Национальный музей науки и промышленности. На тот момент NMSI не входил в организационную структуру правительственного департамента, а имел статус вневедомственной общественной организации, работающей в гражданском секторе, но отдельно от финансирующего его правительственного Департамента культуры, медиа и спорта. Корпорация действовала как благотворительная организация; с 1988 года у неё появилась дочерняя коммерческая компания, NMSI Trading Limited.
После слияния в январе 2012 года с Музеем науки и промышленности в Манчестере корпорация получила наименование Группа Музея науки.

## Директора
| Годы работы | Имя                                                | Должность                           |
| ----------- | -------------------------------------------------- | ----------------------------------- |
| 1973—1986   | Маргарет Уэстон (англ. Margaret Weston)            | директор NMSI, директор Музея науки |
| 1986—2000   | Нил Коссонс (англ. Neil Cossons)                   | директор NMSI, директор Музея науки |
| 2000—2005   | Линдси Шарп (англ. Lindsay Sharp)                  | директор NMSI, директор Музея науки |
| 2006—2007   | Мартин Эрвикер (англ. Martin Earwicker)            | директор NMSI, директор Музея науки |
| 2007—2009   | Мартин Эрвикер (англ. Martin Earwicker)            | директор NMSI                       |
| 2009        | Молли Джексон (англ. Molly Jackson)                | директор NMSI                       |
| 2009—2010   | Эндрю Скотт (англ. Andrew Scott (museum director)) | директор NMSI                       |
| 2010—2012   | Иан Блэтчфорд                                      | директор NMSI                       |
| 2012—2014   | Иан Блэтчфорд                                      | директор SMG                        |
| 2015—2018   | Мэри Арчер (англ. Mary Archer)                     | директор SMG                        |